# Messageries Maritimes
Messageries Maritimes, acronimo MM, è stata una compagnia di navigazione francese fondata nel 1851 e confluita, nel 1977, con la Compagnie Générale Transatlantique nella CMA CGM.

## Storia

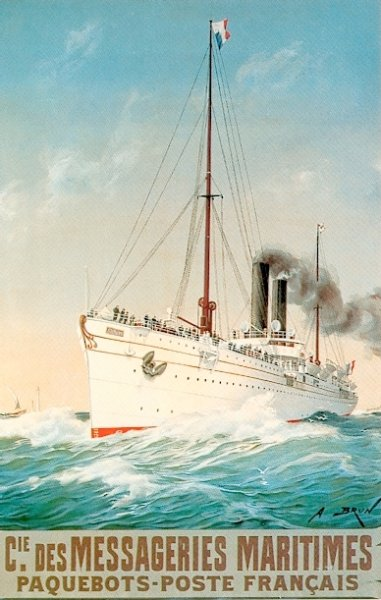
Poster delle Messageries Maritimes di Alexandre Brum.

Nel 1851, Albert Rostand, un armatore di Marsiglia, propose una partnership con Ernest Simons, direttore delle Messageries nationales, per creare una società di corrieri marittimi. Questa società fu creata con il nome di Messageries nationales. Con il ristabilimento della monarchia in Francia nel 1853 fu rinominata Messageries Impériales. Infine, nel 1871, con la caduta di Napoleone III, divenne Compagnie des Messageries Maritimes.
All'inizio la Compagnia operava sulle rotte per il Medio Oriente. Le sue navi furono utilizzate come trasporto truppe durante la guerra di Crimea e furono talmente importanti all'esercito francese che Napoleone III concesse alla compagnia il diritto di operare sulla rotta Bordeaux-Brasile come ringraziamento. Questa fu la prima linea transatlantica francese dotata di piroscafi. L'anno successivo, la Société générale maritime (futura Compagnie générale transatlantique) ricevette le linee dell'Atlantico settentrionale.
A partire dal 1881, alle sovvenzioni postali si aggiunsero quelle per la navigazione commerciale per le rotte effettivamente commerciali. Nella misura in cui la compagnia serviva sia linee gratuite, dette commerciali, sia linee sovvenzionate, dette postali, beneficiava di due sistemi di aiuti pubblici. Già negli anni Ottanta del XIX secolo, la compagnia iniziò a costruire navi da carico per uso puramente commerciale, consentendole di riscuotere premi.

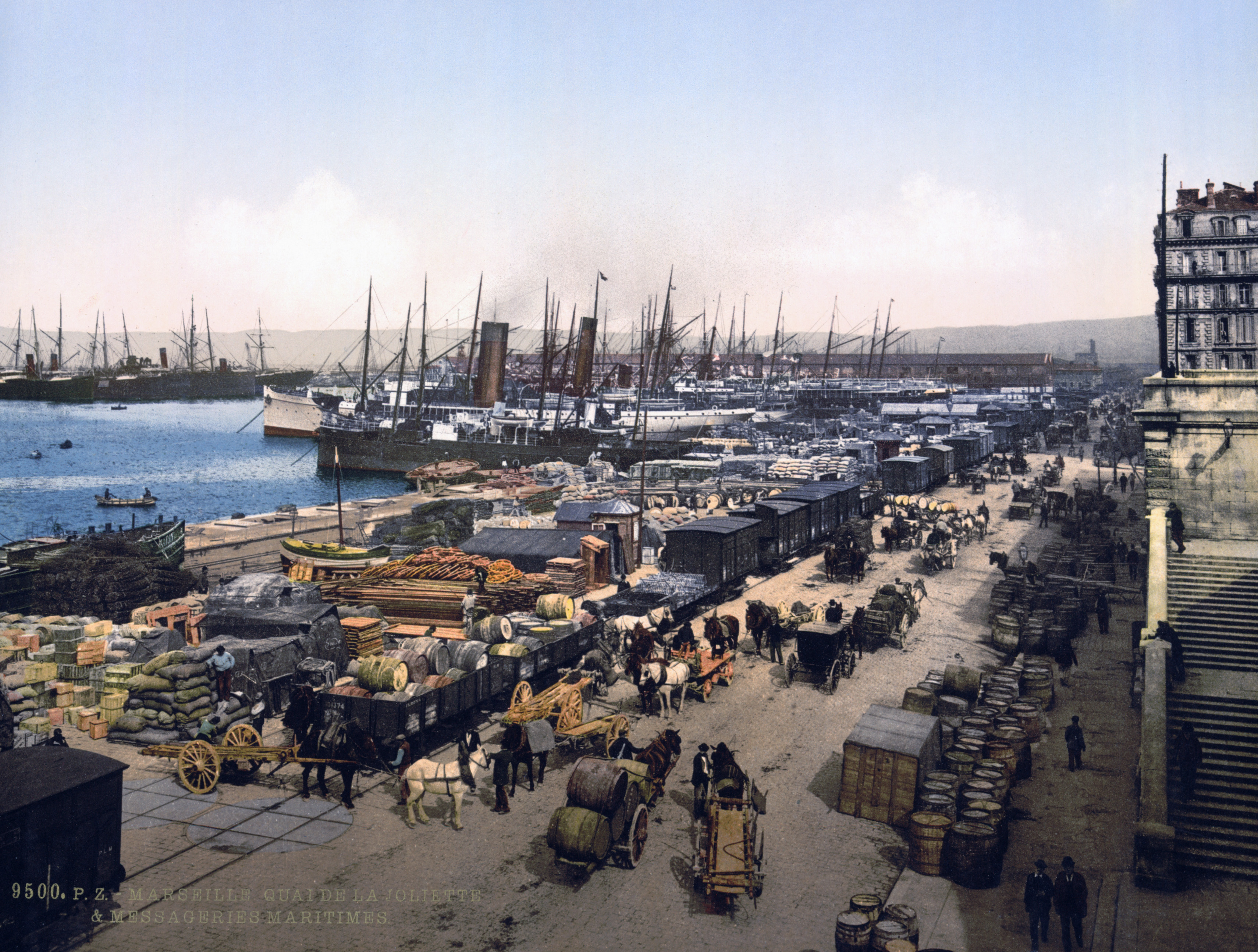
Il quai de La Joliette a Marsiglia con le navi delle Messageries ormeggiate.

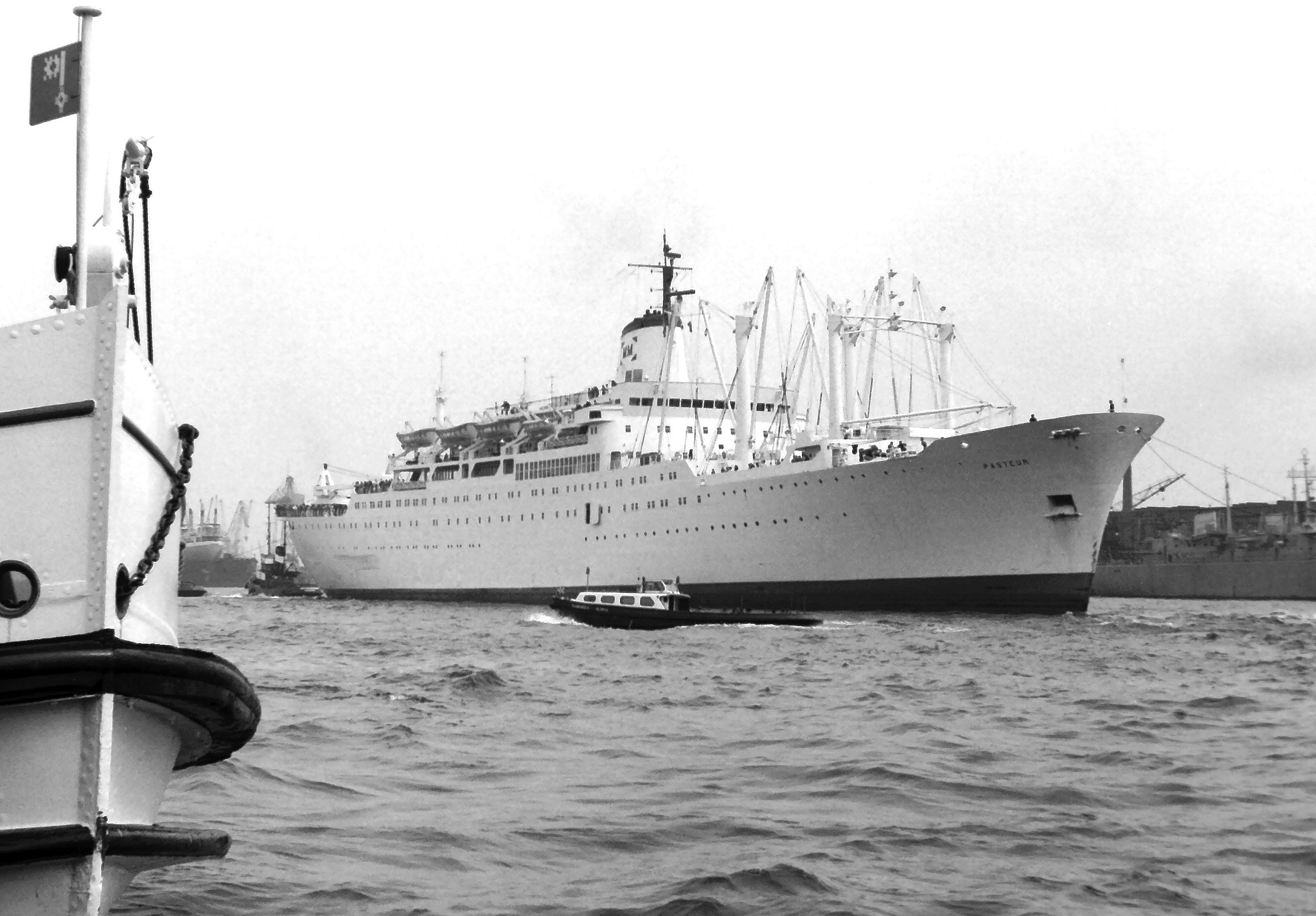
La Pasteur

A partire dagli anni Sessanta dell'Ottocento, la rete di trasporto di linea della MM fu costantemente ampliata. Nel 1860 fu inaugurato il servizio di linea per il Sud America e nel 1862 furono attivate le rotte per l'Asia orientale, dove i francesi stavano instaurando le prime colonie. I trasporti verso l'Estremo Oriente furono ulteriormente facilitati dall'apertura, nel 1869, del canale di Suez. La tipica rotta dell'Estremo Oriente, o rotta d'Oriente, era Marsiglia-Canale di Suez-India-(Ceylon)-(Singapore)-Saigon. Da Saigon venivano mantenuti i collegamenti con Cina, Giappone e Australia. Il servizio per il Sud America fu interrotto nel 1912, poiché la compagnia di navigazione privilegiò sulle rotte per l'Estremo Oriente, che erano ormai diventate il fulcro della sua attività. Nel 1904 le compagnie di navigazione Compagnie Francaise de l'Est Asiatique e Compagnie Nationale de Navigation furono acquisite da Messageries Maritimes.
Nel 1912 la compagnia perse il diritto esclusivo di trasportare la posta francese sulle rotte sudamericane a favore della Compagnie de Navigation Sud-Atlantique.
Durante la prima guerra mondiale, la compagnia perse gran parte della sua flotta, come la maggior parte delle compagnie di navigazione delle potenze dell'Intesa. 
Durante la seconda guerra mondiale, alcune navi delle Messageries maritimes furono sequestrate, in particolare i transatlantici Maréchal Joffre e Aramis, che parteciparono entrambi alla guerra del Pacifico. La Maréchal Joffre fu sequestrata dalle forze francesi libere nelle Filippine e consegnata agli Stati Uniti alla fine del 1941. Gli Stati Uniti, tramite la War Shipping Administration (WSA), utilizzarono la nave come trasporto truppe nel Pacifico con il nome di USS Rochambeau fino al 1945, quando fu restituita alle Messageries maritimes. LAramis fu sequestrata dal Giappone a Saigon nel 1942 e operò anch'essa come trasporto truppe con il nome di Teia Maru. Il 18 agosto 1944 fu affondata con 2.665 persone a bordo da tre siluri del sottomarino americano USS Rasher a sud di Taiwan, mentre navigava come parte del grande convoglio Hi-71 che portava rinforzi alle Filippine e a Singapore.
Le linee delle Messageries Maritimes servivano principalmente l'Asia, il Pacifico meridionale, il Medio Oriente, l'Oceano Indiano, l'Africa e la costa orientale del Sud America. Dopo la fine della guerra, iniziarono immediatamente i lavori di ricostruzione della flotta, ma la situazione iniziò a cambiare. Con l'indipendenza degli Stati dell'Indocina francese (Vietnam, Cambogia e Laos) non vi era più una grande richiesta di collegamenti passeggeri e merci con l'Asia orientale dalla Francia. La compagnia di navigazione dovette così affrontare costanti problemi economici. La compagnia era in ritardo anche nel settore del trasporto merci, poiché i nuovi Stati indipendenti preferivano spedire le merci con il proprio tonnellaggio. A ciò si aggiungeva l'impatto sempre più sgradevole degli aerei, che portavano via i pochi passeggeri che la compagnia di navigazione aveva all'epoca. Le Messageries Maritimes stavano lentamente perdendo il loro sostentamento.
Il servizio per il Sud America fu ripreso nel 1962, ma anche questo non contribuì a cambiare la situazione. I servizi passeggeri portarono solo perdite mentre nel trasporto merci iniziò ad affermarsi rapidamente il container, cosa che richiese l'introduzione di un tipo di nave completamente nuovo: la portacontainer. L'ultima nave ordinata dalle Messageries Maritimes fu la MS Pasteur, varata a Dunkerque nel 1966. Il Pasteur, costruito dai cantieri navali di Dunkerque, era un transatlantico misto con stive refrigerate, che operava sulla rotta Europa-Sud America. Fu venduto nel 1972, a causa della crescente concorrenza dell'aviazione. L'ultimo transatlantico operato dalle Messageries maritimes fu il piccolo transatlantico passeggeri MS Polynésie, consegnato nel 1955 dai Chantiers Dubigeon di Nantes, che operò un servizio tra la Nuova Caledonia, le Nuove Ebridi e l'Australia dal 1955 al 1975. Nel 1972 tutti i servizi di linea vennero cancellati e sostituiti da servizi di container a livello mondiale. Il passaggio fu finanziariamente impegnativo e così nel 1974 fu decretata la fusione con la Compagnie Générale Transatlantique (CGT) per formare la Compagnie Générale Maritime (CGM). La CGM divenne uno dei principali operatori mondiali di container sotto il controllo dello Stato. Nel 1999 la CGM è stata privatizzata con la Cie. Maritime d'Affrétement per formare la CMA-CGM-Group S.A.